# Gommerville, Eure-et-Loir

Gommerville a fost o comună în departamentul Eure-et-Loir, Franța. În 1 ianuarie 2016 avea o populație de 684 de locuitori.